# 芙蓉の人〜富士山頂の妻
『芙蓉の人〜富士山頂の妻』（ふようのひと ふじさんちょうのつま）は、新田次郎の小説、並びにそれを原作としたテレビドラマの作品である。
明治25年（1892年）、日本の気象予報を正確に把握するために、富士山の山頂に観測所を設置しようと、野中到は富士山に登頂し、冬の寒さに耐えながら気象観測に力を尽くす。この物語は到と、彼と行動を共にした夫人・千代子との夫婦愛と、気象観測に情熱を注いだ人生を描いたものである。

## 概要
『太陽』（平凡社）1970年（昭和40年）1月号から1971年（昭和41年）3月号まで連載。1971年、文藝春秋より刊行。1975年に文春文庫に収める。

## 書誌
- 『芙蓉の人』文藝春秋、1971年。
- 『芙蓉の人』文藝春秋〈文春文庫〉、1975年。
- 『新田次郎全集 第5巻 芙蓉の人・モルゲンロート』新潮社、1975年。
- 『芙蓉の人 新装版』文藝春秋〈文春文庫〉、2014年6月。ISBN 978-4-16-790122-6

## テレビドラマ

### 1973年版
1973年1月24日、同年1月31日にNHK総合テレビジョンで放送。全2回。

#### 出演
- 野中到 - 長門裕之
- 野中千代子 - 八千草薫
- 野中勝良 - 中村伸郎
- 野中とみ子 - 鈴木光枝
- 野中きぬ子 - 新橋耐子
- 与平治 - 田武謙三
- 和田雄治 - 中村俊一
- 荒木道子

#### スタッフ
- 演出 - 中山三雄

### 1977年版
1977年12月5日から1978年1月30日までに東京12ch（現・テレビ東京）で放送。全9回。

#### 出演
- 野中到 - 中村嘉葎雄
- 野中千代子 - 五大路子
- 島田正吾
- 辰巳柳太郎
- 山本亘
- 佃文伍郎
- 山田貫太郎（現山田貴太郎）
- 青木すみれ
- 宮本曠二郎

#### スタッフ
- 演出 - 矢崎一雄

### 1982年版
1982年4月1日に前編が、2日に後編が、NHK総合テレビジョン「少年ドラマシリーズ」の作品として放送。全2回

#### 出演
- 野中到 - 滝田栄
- 野中千代子 - 藤真利子
- 野中園子（到と千代子の長女） - 中里真美
- 野中勝良（到の父） - 下元勉
- 野中とみ子（到の母） - たしろ之芙子
- 野中清（到の弟） - 二戸義則
- 和田雄治（中央気象台の技師） - 長塚京三
- 梅津只圓（千代子の父） - 森塚敏
- 梅津美子（千代子の母） - 東恵美子
- 佐藤与平治（茶屋の主人） - 山谷初男
- 佐藤つる（与平治の娘） - 谷口美由紀
- 佐藤重三郎（与平治の親類） - 阿藤快
- ほか出演者 - 西口紀代子、高橋雅男、荒瀬寛樹、増岡弘、岡田正典、新みのる、

#### スタッフ
- 原作 - 新田次郎「芙蓉の人」
- 脚本 - 新藤兼人
- 演出 - 佐藤和哉
- 音楽 - バルトーク・ベーラ「ピアノ協奏曲 第3番」より
- 美術 - 蒔田穣
- 効果 - 宮本騏嘉
- 技術 - 谷脇健一
- カメラ - 白井政治
- 照明 - 斎藤弘
- 音声 - 鈴木清人
- 制作 - 黛叶
- 協力 - 野中厚、気象庁、静岡営林署、東京豊海冷蔵、

### 2014年版
2014年7月26日から毎週土曜21:00 - 22:00、全6回「土曜ドラマ」にて放送。
観測小屋のセットの撮影は食品用の冷凍倉庫内に実物の史料を基に外観まで再現したうえでマイナス10度の環境下で行われており、積もった雪や俳優の吐く息の白さは本物である。
また到の登山シーンは実際に富士山の山腹でロケが行われた。

#### 出演
- 野中千代子（旧姓：梅津） - 松下奈緒（少女時代：遠藤璃菜）
- 野中到 - 佐藤隆太（少年時代：青木柚）
- 野中園子（到・千代子の長女） - 古川凛
- 野中清（到の弟） - 三浦貴大
- 和田雄治（中央気象台技師） - 勝村政信
- 野中琴子（到の妹） - 林凛果
- 野中恭子（到・千代子の三女） - 大西礼芳
- 佐藤與平治（茶屋の主人） - 苅谷俊介
- 佐藤けさ（與平治の妻） - 立石涼子
- 佐藤つる（與平治の娘） - 安藤輪子
- 佐藤重三郎（與平治の甥） - 木村孝蔵
- 勝又熊吉（強力） - 石田佳央
- 西藤鶴吉（強力） - 熊澤洋幸
- 野中勝良（到の父） - 平田満
- 野中とみ子（到の母） - 余貴美子
- 梅津只圓（千代子の父） - 堀内正美
- 梅津糸子（千代子の母） - 市毛良枝
- 野中閑哉（到の祖父） - 横内正

#### ゲスト
- 大坪源造（梅津家の元奉公人） - 江藤漢斉
- 勝又恵造（村議会議員） - 福本伸一
- 三浦謹之助（医者） - 冨家規政
- 筑紫守（御厨警察 署長） - 宇納佑
- 井岡武夫（東京日報の記者） ‐ 松下哲

#### スタッフ
- 原作 - 新田次郎『芙蓉の人』
- 脚本 - 金子ありさ
- 音楽 - 服部隆之
- 演出 - 清水一彦、土井翔平
- 製作統括 - 小松昌代（NHKエンタープライズ）、谷口卓敬（NHK）
- 語り - 益岡徹

#### 放送日程
| 各話                                                      | 放送日         | サブタイトル | 演出 |
| --------------------------------------------------------- | -------------- | ------------ | ---- |
| 第1話                                                     | 2014年07月26日 | 初恋の石     |      |
| 第2話                                                     | 2014年08月02日 | ふもとの嘘   |      |
| 第3話                                                     | 2014年08月16日 | 天空の笑顔   |      |
| 第4話                                                     | 2014年08月23日 | 生きて       |      |
| 第5話                                                     | 2014年08月30日 | 極限の誓い   |      |
| 最終話                                                    | 2014年09月06日 | 運命のかけら |      |
| 平均視聴率 6.4%（視聴率は関東地区、ビデオリサーチ社調べ） |                |              |      |

- ※特記事項
  - 第1話は通常の再放送（7月28日未明=27日深夜）に加え、特別に8月2日未明=1日深夜の0:10-1:10に再放送が行われた。
  - 8月9日は『思い出のメロディー』他夏季特別番組のため休止
  - 8月23日は『NHKプロ野球・巨人対中日』放送のため、21:30-22:30放送予定

## 関係作品
- 富士山頂 (小説)（同じく新田次郎著）